# Chudoba

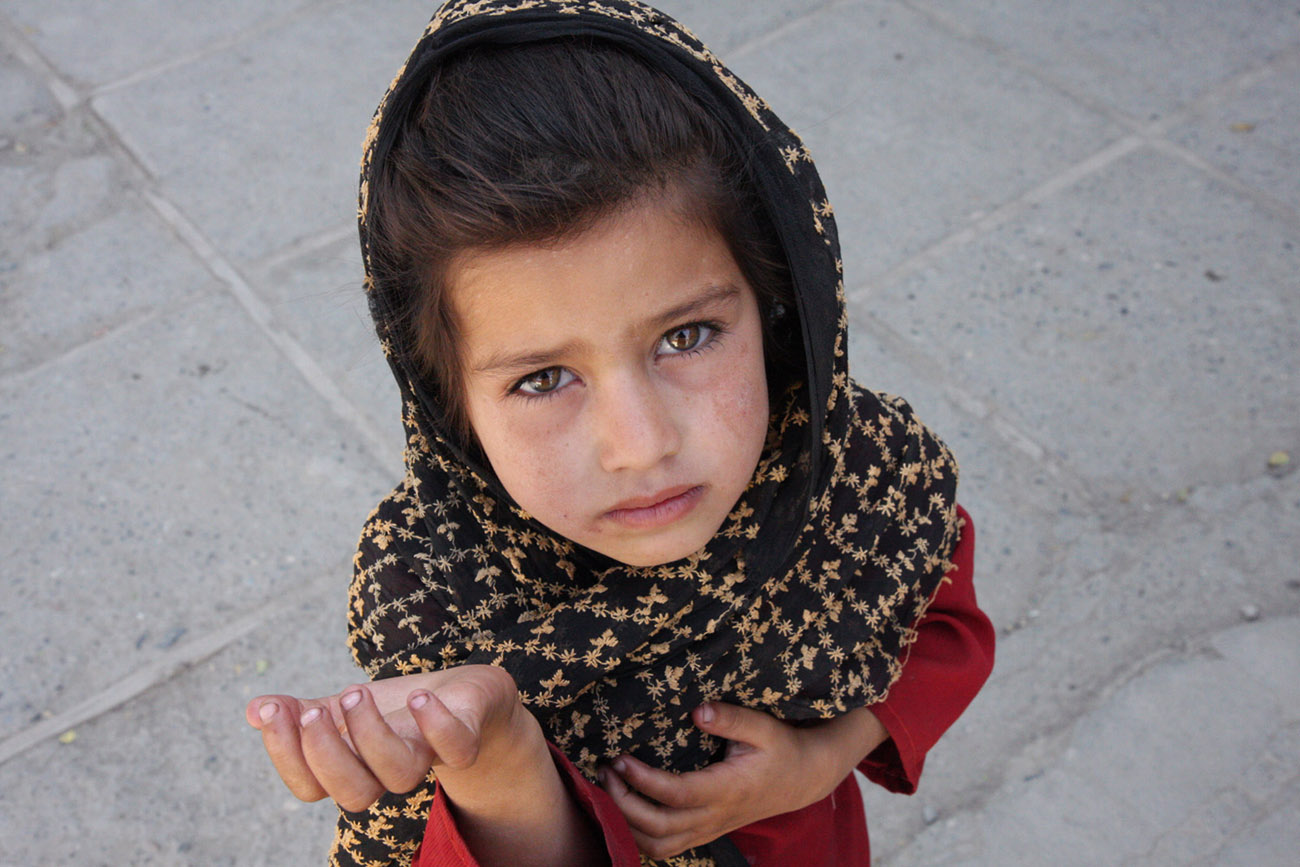
Žebrající děvče, Afghánistán

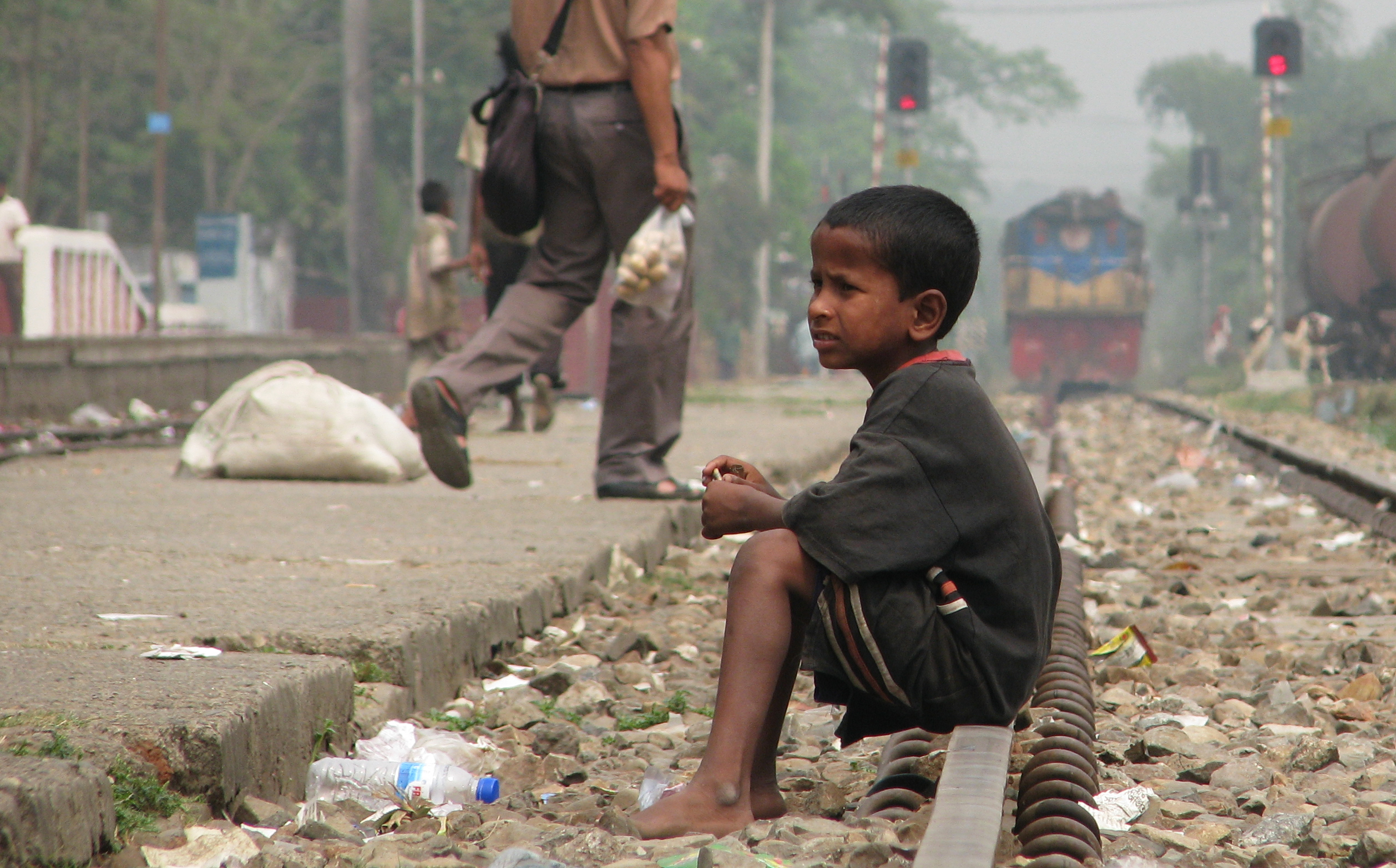
Dítě ulice (nádraží v Bangladéši)

Procento populace žijící pod 1,25$ za den (hranice extrémní chudoby stanovená Světovou bankou; 2000–2006)
'Pod 2 %
2–5 %
6–20 %
21–40 %
41–60 %
61–80 %
N/A

Chudoba označuje sociální status člověka, vyznačující se hmotným nedostatkem.
V dnešní době se díky medializaci pojem chudoba spojuje zejména s životními poměry lidí v rozvojových zemích a používá se pro stav, který nezajišťuje člověku základní podmínky pro důstojný život a uspokojení nejzákladnějších lidských potřeb. Je spojen se značnou hmotnou nouzí, nedostatkem potravin, nezávadné pitné vody, ošacení, špatné situace s bydlením, nedostatečným či žádným přístupem k základní zdravotní péči, vzdělání, ap. Důsledkem chudoby bývá chronický hlad, podvýživa, nedostatečná imunita nebo nevzdělanost, náchylnost k nemocem, deprese, vysoká dětská úmrtnost, nebo nízká střední délka života. Je stavem kdy jsou životní podmínky člověka v rozporu se základními lidskými právy. Z hlediska sociální politiky představuje chudoba jeden z nejobtížněji řešitelných problémů. Zároveň chudoba představuje jeden z nejvýraznějších motivačních prvků, kdy je motorem vzdělání, migrace obyvatelstva atp.
Toto hmotné pojetí chudoby, jakožto stavu zcela způsobeného nedostatkem peněz, se od konce druhé světové války stalo univerzálním a je takto pojímáno naprostou většinou vlád, mezinárodních organizací i obyvatel vyspělých Západních zemí.
Dnes nejpoužívanější klasifikací chudoby, vytvořené Světovou bankou, jsou hranice denních příjmů na osobu. Podle jejích odhadů žila v roce 2001 celkem 1,1 miliarda lidí ve stavu extrémní chudoby, tedy za méně než 1,25 USD na den. Za méně než 2 USD denně žilo ve stejném roce zhruba 2,7 miliardy lidí. Nejvíce chudých pak žije v Subsaharské Africe a jižní a jihovýchodní Asii.
Chudoba je také úzce spojena s pojmem čára bídy, což je pomyslná hranice v životní úrovni. Hranice odděluje život v bídě (pod minimem). Kudy prochází, je dáno mnoha faktory, jako je geografická poloha, stupeň ekonomiky, úroveň rozvoje atd. Země se snaží bránit propadu pod čáru bídy různými metodami, například zavedením minimální mzdy, sociálními dávkami, nemocenským zabezpečením apod.
V souvislosti se vzrůstajícím uvědoměním veřejnosti v Západních zemích dnes chudoba patří mezi nejzávažnější globální problémy lidstva. Celosvětový boj proti chudobě tvoří prostřednictvím Rozvojových cílů tisíciletí v současné době jednou z nejvýznamnějších součástí agendy mezinárodního společenství. Mimořádná pozornost je mu věnována i v mnoha vyspělých státech Evropy, USA i Japonsku.
17. října si připomínáme světový den za odstranění chudoby, který byl vyhlášen OSN.

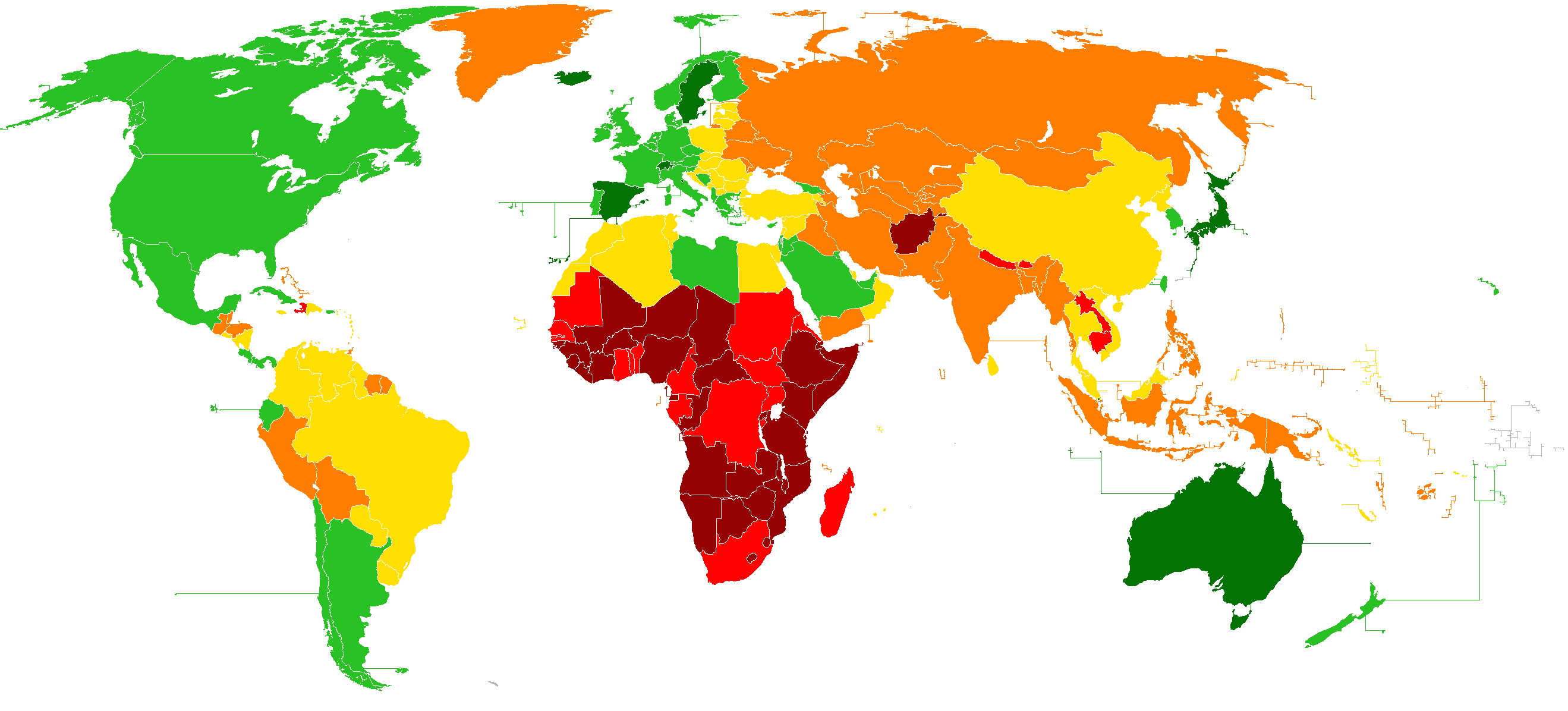
Očekávaná délka života při narození (2008)
>80 let
>75 let
>70 let
>60 let
>50 let
<50 let

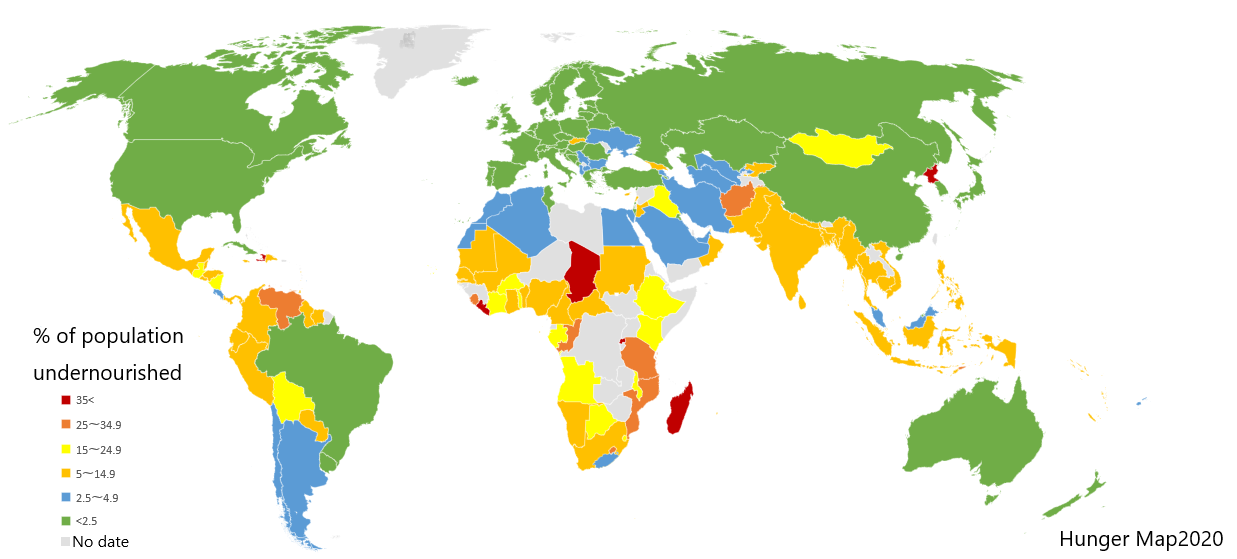
podíl podvyživených (2013). Od <5 %, temně zelená, do >35 %, černá

Giniho koeficient, míra nerovnoměrnosti příjmů v jednotlivých zemích (2014)

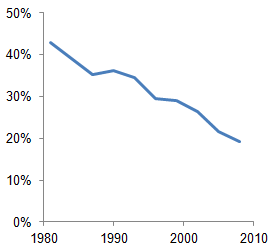
Podíl extrémně chudých na světě (1981–2008)

## Dělení chudoby

### Absolutní chudoba
Absolutní chudoba je někdy také nazývána jako extrémní chudoba nebo naprostá chudoba. Je definována Organizací spojených národů jako živobytí za méně než 1,90 $/den na osobu (k roku 2015) a jako „stav charakterizovaný vážným nedostatkem základních lidských potřeb, včetně jídla, bezpečné pitné vody, hygienického zařízení, zdraví, přístřeší, vzdělání a informací. Extrémní chudoba závisí nejen na příjmu, ale také na přístupu ke službám.“ K převodu z amerického dolaru na místní měnu se používá Parita kupní síly, která stanoví částku, za kterou se dá koupit stejné množství výrobků a služeb na místním trhu. Částka určující mez absolutní chudoby je postupem času upravována OSN, v roce 1993 byla $ 1,08 a v posledních letech vzrostla na $ 1,90.

### Relativní chudoba
Relativní chudoba není objektivním měřítkem, ale je definována společenským kontextem. Úroveň relativní chudoby se nesrovnává celosvětově, ale v dané komunitě jedince. V bohatých zemích je proto relativní chudoba označována za nejpřesnější metriku určování úrovně chudoby ve společnosti.
Hranice chudoby je často nastavena jako určitý podíl mediánu příjmu a za relativně chudé se označují domácnosti s příjmem menším, než je hranice chudoby.

### Rozdělení majetku ve společnosti
Jako další ukazatele chudoby můžeme použít Giniho koeficient, který měří příjmovou nerovnost a rozdělení majetku ve společnosti. Jeho grafickým zpracováním je Lorenzova křivka.

### Další ukazatele chudoby
Příjem není jediným ukazatelem chudoby. Jedním z dalších důležitých faktorů je střední délka života, která je důsledkem mnoha okolností souvisejících s chudobou, jako je např. dostupnost zdravotní péče. Dalšími faktory, který souvisí s dostupnosti zdravotní péče, je dětská úmrtnost nebo úroveň preventivní péče.
Chudoba může být také příčina nebo důsledek nerovného sociálního statusu a postavení, který se projevuje vyloučením ze společnosti nebo neschopností navázat smysluplné vztahy s dalšími lidmi ve společnosti.

## Teorie chudoby
- U individuální teorie je chudoba následek jedince, který není schopen nebo se nechce sám uživit.
- „Nová pravicová teorie“ tvrdí, že chudoba je výsledkem sociálního zabezpečení, kdy se lidé spoléhají na dávky od státu.
- Antropologická teorie uvádí, že chudoba je výrazem „kultury chudoby“, která má zvláštní normy, jazyk i světový názor, vytvářené jako odezva chudých na okrajové postavení v sociálně rozvrstvené společnosti.
- Podle další teorie je chudoba důsledkem tlaku okolností. Chudí sdílí hodnoty společnosti, ale jsou z nich vyloučeni kvůli nízkým příjmům.
- Teorie konfliktu říká, že chudoba je výsledkem špatného rozdělení zdrojů ve společnosti, tedy chudí za svoji situaci nejsou zodpovědní, ale jsou obětí.
- Podle Marxova přístupu je chudoba nedílnou součástí kapitálového systému, kdy ji žádný sociální systém není schopen zcela odstranit. Také poukazuje na pozitivum, že chudí vykonávají práce, které nikdo jiný dělat nechce.[8]

## Měření hranice chudoby
| Oblast                          | do 1 USD/den | do 1 USD/den | do 1 USD/den |      | Do 1,25 USD/den | Do 1,25 USD/den |
| Oblast                          | 1990         | 2002         | 2004         | 1981 | 2008            |                 |
| ------------------------------- | ------------ | ------------ | ------------ | ---- | --------------- | --------------- |
| Východní Asie a Pacifik         | 15,4 %       | 12,3 %       | 9,1 %        |      | 77,2 %          | 14,3 %          |
| Evropa a Střední Asie           | 3,6 %        | 1,3 %        | 1,0 %        |      | 1,9 %           | 0,5 %           |
| Latinská Amerika a Karibik      | 9,6 %        | 9,1 %        | 8,6 %        |      | 11,9 %          | 6,5 %           |
| Střední východ a Severní Afrika | 2,1 %        | 1,7 %        | 1,5 %        |      | 9,6 %           | 2,7 %           |
| Jižní Asie                      | 35,0 %       | 33,4 %       | 30,8 %       |      | 61,1 %          | 36 %            |
| Subsaharská Afrika              | 46,1 %       | 42,6 %       | 41,1 %       |      | 51,5 %          | 47,5 %          |
| Svět                            |              |              |              |      | 52,2 %          | 22,4 %          |

Pro správné zaměření sociální politiky i pro přidělování sociální pomoci státu mají velký význam celkové a průměrné údaje o chudobě, které je tedy třeba měřit. Měření závisí na stavu společnosti a je velmi obtížné stanovit obecně přijatelná a objektivní kritéria. Vyspělé země se snaží stanovit jako standard to, co by si mohl dovolit každý, kdežto chudší země si něco takového nemohou dovolit. Kritikové tohoto systému často hovoří o jeho nadsazení, čímž se, pro určité skupiny obyvatel, vytrácí motivace k vlastní iniciativě.
Nejběžnější metodou určování chudoby je relativní metoda, která stanoví hranici chudoby podle příjmu ve vztahu k průměrnému příjmu v dané zemi: lidé kteří mají příjem pod touto hranicí mají nárok na sociální pomoc. V Evropě se tato hranice pohybuje mezi 50–70 % průměrných příjmů. Výhodou této metody je možnost relativně pružně reagovat na ekonomický a sociální vývoj, tato výhoda však může být zneužita až ke korumpování voličů. Nevýhodou je tendence k nadhodnocení sociálních dávek a nebezpečí, že politici využijí návyku na jejich čerpání.
Nejbezpečnější metodou měření chudoby je tzv. normativní metoda, kdy se stanoví minimální společensky přijatelný spotřební koš a vyjádří se jeho hodnota v penězích. Výhodou této metody je nižší možnost zneužívání sociálního systému, nevýhodou je, že stanovit vyrovnaný spotřební koš je velmi náročné a vyžaduje to hlubší analýzu a znalost společenských poměrů. Druhou nevýhodou je, že spotřební koš velmi pomalu reaguje na změny ve společnosti. Pro svoji náročnost a pro odpor voličů, kteří sociální dávky pobírají, se tato metoda používá méně, bývá však základem pro automatickou valorizaci podpor.

## Kdo jsou chudí lidé?

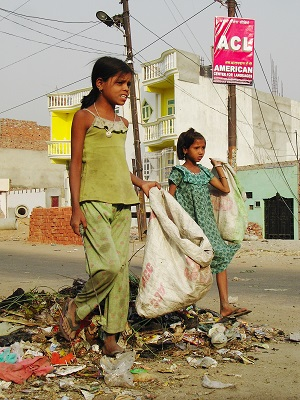
Sběrači odpadků (Indie)

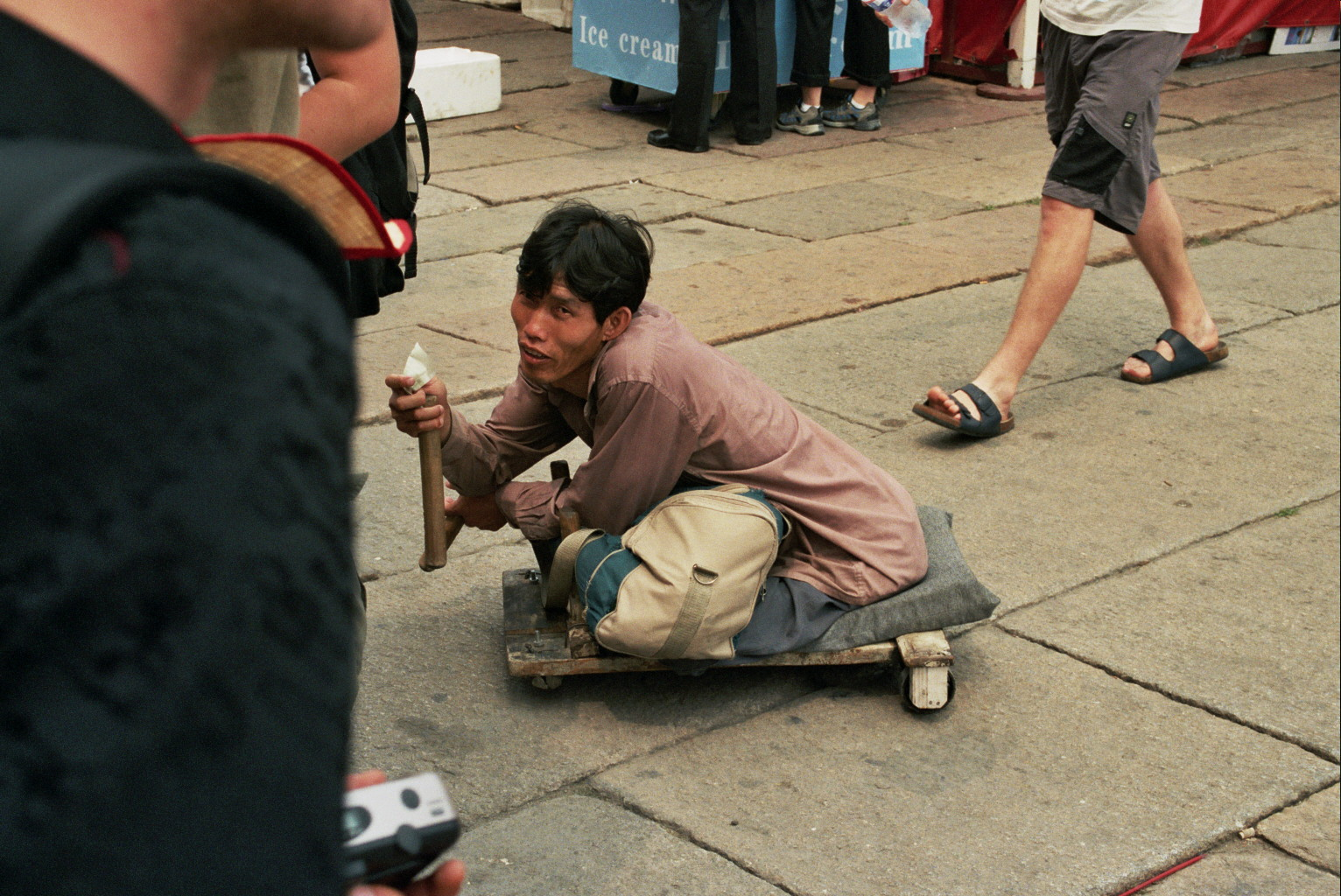
Žebrák v Pekingu

Není možné přesně stanovit, kdo jsou chudí lidé, ale lidem z některých sociálních skupin hrozí chudoba více, než jiným. Chudoba se nevyskytuje v celé populaci náhodně, některé skupiny jsou náchylné k chudobě více než jiné.

### Ženy
Větší část dospělých žijících v chudobě tvoří ženy. Je to způsobeno například rozdělením mužských a ženských rolí. Ženy při práci musí zvládat ještě starost o domácnost a děti, a proto mnohem častěji pracují na částečný úvazek a vydělávají méně peněz. To se odráží i na výši jejich důchodu.

### Staří lidé
Mnoho lidí po odchodu do penze zažívá velký propad mezi původním příjmem a starobním důchodem. Zvyšuje se průměrná délka života a počet obyvatelstva žijícího v post-produktivním věku. Opět se to týká častěji žen než mužů.

### Etnické menšiny
U etnických menšin je problém jak na straně zaměstnavatelů, kteří nechtějí některé zástupce etnických menšin zaměstnat, tak na straně jejich, protože některé druhy průmyslu považují za „bílé“. Proto dochází k vysoké úrovni segregace pracovního trhu.

## Zdroje chudoby

### Rozdíly ve vlastněném bohatství
Největší nerovnosti v důchodech vznikají z rozdílů v bohatství. Chudí nemají prakticky žádná aktiva, vlastní velmi málo materiálních statků a jejich neexistující bohatství jim proto nevynáší žádný důchod.

### Rozdíly v osobních schopnostech
Jiná část důchodových rozdílů mezi lidmi vyplývá z různých dovedností a schopností. Výše inteligenčního koeficientu, povahové rysy, energie, ochota nést rizika, nebo osobní ambice mohou být důležitými faktory, které mohou ovlivnit výši výdělku. Některé jsou vrozené, ale i v samotných rodinách existují významné rozdíly ve fyzických a duševních schopnostech. Význam dědičnosti se často přeceňuje, neboť naše povaha se utváří ve stejné míře naším okolím i geny našich rodičů.

### Rozdíly ve vzdělání a průpravě
Vedle výše uvedených vlivů bylo po celé věky jednou z největších překážek rovnosti chybějící vzdělání. Před nástupem 20. století byla ohromná propast mezi vzdělanými vyššími třídami a negramotnými masami. Mnoho skupin a sociálních tříd bylo vyloučeno z významných vzdělávacích institucí. Až do roku 1954 byla na jihu Spojených států černá rasa segregována do oddělených školských systémů. Chudí lidé neměli dostatek prostředků a času na univerzitní vzdělání a pouze několika z nich se podařilo dostat na své vysněné obory. Ženy byly vyloučeny z mnoha vysokých škol, některé školy jim zabraňovaly vstup do lékařských nebo technických oborů. Vysoké školy byly až do nedávna pouze pro privilegované. Avšak tyto třídní rozdíly přetrvávají až dodnes, neboť jen malá menšina chudých rodin si může dovolit poslat své dítě na vysokou školu a být jim finanční podporou při studiu, takže tyto děti jsou vyloučené z celé řady vysoce placených profesí.

## Příčiny chudoby
Faktorů, způsobujících chudobu je celá řada, za hlavní příčiny (ale i následky) lze ale označit nemoci, nevzdělanost, vládní selhání, nepříznivou geografickou polohu nebo chudobu samotnou. Chudoba jako moderní společenský jev je pak spojena s prudkým hospodářským rozvojem posledních dvou století.

### Chudoba v předindustriální společnosti
Chudoba není v dějinách lidstva ničím novým. Jeho základní příčina spočívá v nízké produktivitě práce v předindustriálních společnostech, k níž je třeba přičíst nerovnoměrné rozdělení bohatství a příjmů. Život v podmínkách materiální nouze byl zcela normální situací lidské rasy, dokud technologický pokrok moderní doby neumožnil velké většině přístup k úrovním spotřeby, zdraví, vzdělání a obecně k blahobytu. V dřívějších dobách toto bylo nemyslitelné.

### Chudoba a novodobý ekonomický růst
Hovoříme-li o chudobě jako o materiálním nedostatku, musíme vývoj chudoby v dějinách sledovat ve spojitosti s rozšiřováním ekonomické prosperity. Zatímco dnes žije pod hranicí bídy necelá polovina světové populace a existují hluboké rozdíly v úrovni bohatství mezi zeměmi i jednotlivci, před pouhými 200 lety byla chudoba všeobecným jevem, s výjimkou úzké vrstvy zástupců šlechty, kléru a bohatých obchodníků a velkostatkářů. Regionální rozdíly v příjmech takřka neexistovaly, a to jak v rámci států, mezi státy i mezi jednotlivými kontinenty. Průměrný příjem v Západní Evropě v roce 1820 představoval zhruba 90 procent dnešního průměrného příjmu v Africe. Střední délka života v Západní Evropě a Japonsku byla okolo 40 let (OECD, 2001). Ekonomická úroveň států i kontinentů byla prakticky stejná v Asii, Evropě, Africe i Americe. V roce 1820 byl poměr příjmu na hlavu mezi tehdy nejvyspělejší a nejzaostalejší ekonomikou světa, tedy Velkou Británií a Afrikou, v poměru čtyři ku jedné. V roce 1998 narostl rozdíl v příjmech mezi nejbohatší ekonomikou, USA, a nejchudším regionem, Afrikou na dvacet ku jedné. Markantní rozdíly v relativním bohatství jednotlivých regionů světa, často označovaných jako bohatý Sever a chudý Jih, a s ním i alarmující zviditelnění chudoby, tedy přinesl až bezprecedentní hospodářský rozvoj vyspělých zemí.
Simon Kuznets, slavný ekonomický historik, uvádí rok 1800 pro tento rozvoj jako přelomový, znamenající konec tisíce let trvajícího období bez hospodářského rozvoje a počátek éry moderního ekonomického růstu. Životní úroveň mezi lety 1000 a 1800 rostla pomalu, za 800 let se důchod na hlavu zvýšil o necelých 50 procent. Od konce 18. století však dochází k prudkému hospodářskému rozvoji, doprovázenému strmým růstem populace a růstem produktu. Zatímco v roce 1000 měl svět 270 milionů obyvatel, a do roku 1800 se zvýšil na 900 milionů, v dalších dvou stoletích narostla světová populace na 6,1 miliard obyvatel. V důsledku vědecko-technického rozvoje však důchod na hlavu rostl ještě rychlejším tempem. Jak uvádí ekonomický historik Angus Maddison, mezi lety 1820–2000 vzrostl průměrný světový důchod na hlavu zhruba devětkrát ze 660 USD na hlavu v roce 1820 na zhruba 6000 USD na hlavu v roce 2000 (vše vyjádřeno v amerických dolarech roku 1990). Ještě výrazněji se tento trend projevil v dnes vyspělých zemích. V Západní Evropě vzrostl důchod na osobu 15× (ze zhruba 1200 USD v roce 1820 na 19 000 USD v roce 2000) a v USA dokonce 22× (z 1250 USD v roce 1820 na 28 400 USD v roce 2000). Celkový hrubý světový produkt za stejné období pak vzrostl 52×.

#### Pokrok a vznik chudoby jako sociálního problému
Až do začátku 19. století byla chudoba považována za normu lidského života, stejně jako vážné nemoci, nedostatek vzdělání nebo náboženská a politická svoboda. Avšak tato normalita se začala měnit během druhé poloviny 19. století, kdy se ukázalo, že industrializace zahájená ve Velké Británii, a poté replikovaná v různých částech západní Evropy, umožňuje výrazné zlepšení obecné životní úrovně. Postupně se tak objevila nová normalita: blaho jako stav, který je pro lidský život nejen žádoucí, ale i možný. Seebohm Rowntree ve své klasické studii z roku 1901, Poverty: A Study of Town Life, dochází k závěru, že 27,84 % populace města York v Anglii žilo pod hranicí chudoby, což potvrdila studie publikovaná v roce 1886 Charles Booth o chudobě v Londýně. Tyto výsledky byly šokující pro veřejné mínění, které již začalo považovat blahobyt za normální. Následně Rowntree provedl v Yorku dvě nové studie, které jasně ukázaly trend ke snižování chudoby. V jeho studii z roku 1936, Chudoba a pokrok, klesla chudoba na 18 % a v jeho studii z roku 1950, Chudoba a sociální stát, na pouhých 1,5 %. A to navzdory skutečnosti, že Rowntree rozšířil hranici, která určovala hranici chudoby. Tyto studie se nejen shodovaly s Rowntreeovým vlastním optimistickým názorem, ale také s myšlenkou, která v desetiletích po druhé světové válce stále více převládala, že chudoba byla zbytkovým faktem, který měl zmizet v důsledku rychlého hospodářského pokroku a intervencí sociálního státu.

#### Příčiny rozvoje a zaostalosti
Příčiny moderního ekonomického růstu lze spatřovat v podmínkách, které panovaly v Evropě a USA. Vynález parního stroje spolu s mobilizací rozsáhlých zdrojů fosilních paliv uvolnily obrovské množství energie, využitelné k masové produkci zboží a služeb. Venkovská populace migrující do měst představovala bohatý rezervoár pracovní síly. Ačkoliv počet venkovského obyvatelstva prudce klesal, fosilní paliva, využívaná jako chemická hnojiva současně umožnila mnohonásobné zvýšení produkce potravin a uspokojení potřeb rostoucí městské populace. Politické a občanské svobody a institucionální stabilita mnoha zemí pak přispěly k radikálnímu přechodu od společností chudých a zaostalých k vyspělým moderním ekonomikám s trvalým ekonomickým růstem založeným na technologiích a vědeckém pokroku. Tento scénář začal v polovině 18. století v Británii a byl později aplikován prakticky ve všech západoevropských i středoevropských zemích i v Severní Americe. USA díky tomu dosahovaly mezi lety 1820–1998 průměrného ročního růstu HDP o 1,7 procenta, západní Evropa za totéž období rostla ročně o 1,5 procenta.
Dnešní rozvojové země podobným vývojem prošly částečně anebo neprošly vůbec. Například Africké ekonomiky, které patří k nejchudším na světě, rostly tempem 0,7 procenta ročně. Během 180 let pak tyto rozdíly v tempech růstu vyspělých a rozvojových zemí znamenají, že Afrika z počátečních zhruba 400 USD na hlavu v roce 1820 zvýšila svůj produkt na dnešních zhruba 1300 USD, tedy o málo více než trojnásobně v porovnání s 25násobným zvýšením v USA. V dnešní době je tak Afrika, zejména její subsaharská část, nejchudším regionem světa.

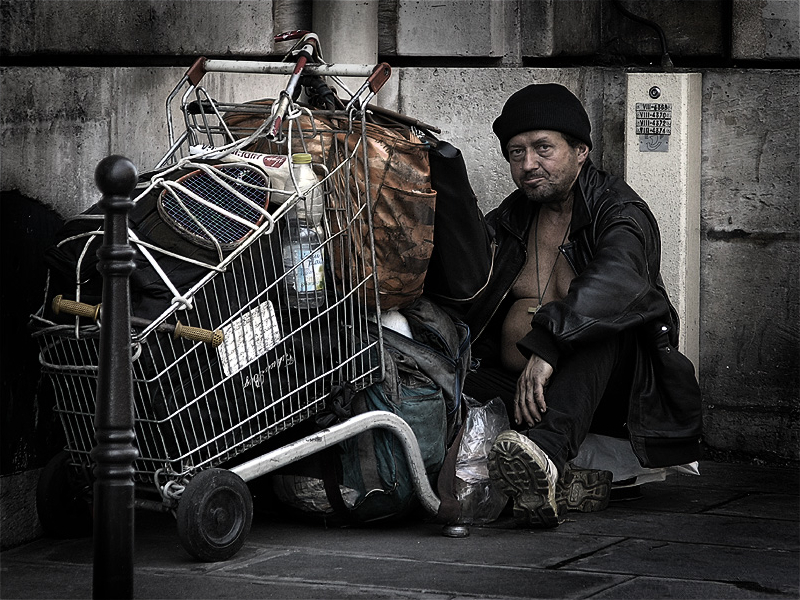
Bezdomovec ve Francii.

Ekonom Jeffrey Sachs vidí hlavní příčiny toho, že se nepodařilo v Subsaharské Africe použít západní model ekonomického růstu, v kombinaci několika specifických a vzájemně propojených faktorů.
- Geograficka poloha – Zatímco dnešní vyspělé země leží na kontinentech s příznivým klimatem, častými dešti, velice kvalitní půdou, množstvím splavných řek a bohatých na přírodní zdroje, Africké země takové podmínky zpravidla nemají[15] a přicházejí tak o příležitost zapojit se do systému světového obchodu. Oblasti rovníkové Afriky jsou navíc nejpříznivější na světě pro výskyt malarických onemocnění u člověka.
- Fiskální past – Vlády nemají dostatek prostředků pro budování potřebné infrastruktury. Výběr daní je velmi nízký a roli sehrává také vysoký státní dluh.
- Vládní selhání – Vláda neplní svou nezastupitelnou roli při rozvoji – vytvářet příznivé prostředí pro investice, budovat infrastrukturu, zajišťovat dostupné sociální služby, udržovat vnitřní stabilitu a bezpečnost.
- Geopolitika – Chudé země čelí ze strany svých obchodních partnerů mnoha překážkám pro obchod, které brzdí jejich rozvoj. Stejný účinek mají hospodářské sankce namířené proti nepohodlným režimům.
- Nedostatek inovací – Bohaté země mají velké trhy s vysokou konkurencí která vytváří tlak na inovace, přináší na trh nové technologie, zvyšují produktivitu a tím zvětšují kapacitu trhu, což vytváří další tlak na inovace. V chudých zemích tato řetězová reakce nikdy nenastala. Nízká úroveň vzdělanosti oslabuje výzkumný potenciál, nedostatek dostupného kapitálu brání pokrýt vysoké náklady spojené s výzkumem a nerozvinutý trh znemožňuje návratnost takovéto investice. Inovace jsou zřejmě nejvýznamnějším faktorem, proč se za posledních 200 let tak zvětšily rozdíly mezi nejbohatšími a nejchudšími zeměmi a proč tyto nejchudšími nadále zůstávají.
- Demografická past – Chudé rodiny mívají zpravidla větší počet dětí. Náklady, spojené se zaopatřením tolika potomků, však rodiče nejsou schopni pokrýt. Vzdělání, ošacení, jídlo tak často dostává jen nejstarší ze sourozenců. Ostatní bez těchto možnosti zůstanou nevzdělaní a chudí což v důsledku vede k vysoké míře porodnosti v příští generaci.

## Důsledky chudoby

Četnost vražd na 100 tisíc obyvatel v roce 2012. Největší je v nejchudších zemích.
0–1
1–2
2–5
5–10
10–20
>20

Důsledky chudoby se také mohou stát příčiny pokračování chudoby. Tento jev nazýváme cyklem chudoby.

### Hlad
S rostoucími náklady na život se chudí lidé mohou dostávat do potíži s přístupem k nutným potravinám. Chudí lidé utrácejí větší část svého rozpočtu na jídlo než bohatší lidé, proto pro ně představuje náhlý růst cen potravin větší hrozbu. Dalším hrozbou mohou být sucha nebo jiné přírodní katastrofy. Podle Organizace pro výživu a zemědělství usíná více než jedna miliarda populace hladová. Hlad a následná podvýživa je podle Světové zdravotnické organizace největší hrozba zdraví světové populace.

### Zdraví
S chudobou často přichází i horšící se zdraví. Podvýživa je podle WHO největší hrozbou zdraví lidí po celém světě. Přístup ke zdravotní péči je také obtížnější pro chudé lidi. Následkem toho je větší mateřská a novorozenecká mortalita nebo horší průběh onemocnění v důsledku horší preventivní péče. Infekční onemocnění se šíří rychleji v chudých oblastech. 36 milionů chudých lidí zde žije s HIV/AIDS a každý rok zemře milion lidí na malárii. Chudé světové oblasti sužují také tzv. opomíjené nemoci, což jsou nemoci, pro které nemáme diagnostické metody nebo účinné léky, protože farmaceutické společnosti nepovažují jejich výzkum za lukrativní.
Všechny tyto faktory se podílejí na snižování střední délky života v chudobou postižených zemích.

### Vzdělání
Chudoba také ovlivňuje dostupnost vzdělání a jeho kvalitu. Překážky ve vzdělávání chudých lidí může stavět samotný systém školství, kdy školy v bohatých oblastech bývají kvalitnější než v chudších oblastech, ale také samotné okolí jedince. Akademický úspěch také ovlivňuje přístup ke vzdělání v domácnosti, kde žák vyrůstá. Bohatší rodiče (což jsou často také rodiče s vyšším vzdělání) často vedou své děti k mnohem zdravějšímu a důslednějšímu přístupu ke škole a povinnostem s tím spojených. V chudších domácnostech je na vzdělání často kladen menší důraz a studenti často nedostávají potřebné pomůcky a prostor ke vzdělání. U dětí z chudých rodin je až 10krát menší pravděpodobnost, že zdárně ukončí střední vzdělání než děti z bohatých rodin.

### Kriminalita
Z důvodu nedostatku finančních prostředků jsou chudí lidé často donuceni žít riskantnější život, mnoho žen se stane obětí obchodu s lidmi s účelem nucené prostituce. Zvyšující se chudoba může zvyšovat počet vražd. Vraždy páchají většinou mladí muži, kteří jsou chudí. Děti jsou někdy chudobou nuceni předčasně ukončit své vzdělávání za účelem příspěvku do rodinného rozpočtu, často si vydělávají ilegální prací, kde bývají využíváni.  Se zvyšující se chudobou roste i pravděpodobnost, že se dítě stane obětí násilí. 51 % žáků pátých tříd z New Orleans (medián příjmu domácnosti: $27 133) se stalo obětí násilí, což je v porovnání více než ve Washingtonu, D.C. (medián příjmu domácnosti: $40 127).

### Obydlí
Chudoba je nejčastější příčinnou bezdomovectví. Nedostatek finančních a jiných prostředků pro zajištění důstojného bydlení je také nejčastější příčinnou vzniků slumů po celém světě. Až 2,5 miliardy lidí nemá v místě svého bydlení k dispozici základní hygienické služby, což má velké dopady na zdraví postižených osob. V chudinských oblastech často chybí vodovodní síť nebo je v dezolátním stavu. V domácnostech chybí i další energie, o čemž svědčí fakt, že nejchudší pětina světa odebírá pouze 0,1 % světové dodávky elektřiny. Nevyhovující místo k životu si nevybírá daň pouze na fyzickém a mentálním zdraví člověka, ale pobyt v sociálně vyloučené lokalitě vede k následnému vyloučení ze společnosti, což snižuje šanci na případné začlenění a únik z chudoby.

## Boj s chudobou
Boj s chudobou je velmi problematický, jeho velkým problémem je vznik závislosti na sociálních dávkách a nedostatek peněz. Cílem je, aby pomoc umožnila člověku důstojný život, ale aby ho zároveň motivovala k vymanění se z této pomoci. Nastavení takovýchto podmínek je velmi obtížné a dosahuje se ho jednak pomocí s dobou klesajících dávek a motivačními programy směřujícími k rozšíření kvalifikace. V rozvojových zemích je problematika často spojena s nestabilní politickou situací, což často vede k velmi obtížně řešitelné situaci. 
Není možné pro něj nalézt žádné globálně uplatnitelné jednotné řešení. Pro jeho řešení jsou rozhodující zejména programy jednotlivých zemí zabývajících se chudobou, mezinárodní podpora tohoto úsilí, jakož i paralelně probíhající proces vytváření podpůrného mezinárodního prostředí.
Podle Organizace spojených národů, boj proti chudobě zahrnuje tyto následující body:
- zlepšení přístupu k udržitelné placené práci, k možnostem podnikání a ke klíčovým zdrojům;
- poskytnutí přístupu k základním sociálním službám;
- progresivní rozvoj systémů sociální ochrany na podporu těch, kteří se nemohou sami živit;
- posílení postavení lidí žijících v chudobě a jejich organizací;
- řešení nepřiměřeného dopadu chudoby na ženy;
- spolupráce s dárci a příjemci s cílem přidělit zvýšený podíl darů na vymýcení chudoby;
- a zintenzivnění mezinárodní spolupráce pro vymýcení chudoby.

Světová banka vyzývá země, aby usilovaly o široce založený hospodářský růst, investovaly do lidí a pojistily chudé a zranitelné proti neustále se měnícím rizikům.

### Veřejné snahy

#### Rozvojové cíle tisíciletí
Cíl Rozvojového cíle tisíciletí snížit extrémní chudobu na polovinu do konce roku 2015 byl splněn, protože podíl lidí žijících s méně než 1,25 USD (parita kupní síly) na den (hranice extrémní chudoby pro rok 2005) v rozvojových regionech byl splněn. od roku 1990 do roku 2010 klesla o více než polovinu. Vymýcení extrémní chudoby a podstatné snížení mírné chudoby do roku 2030 vyžaduje zásadní změny politických priorit. Aby se zajistilo, že nikomu nebudou upírána všeobecná lidská práva a základní ekonomické příležitosti, měla by se jakákoli nová rozvojová agenda zaměřit na zajištění hospodářského růstu podporujícího začlenění a snižování nerovností.

#### Dekády pro vymýcení chudoby OSN
Roku 1995 Valné shromáždění vyhlásilo první dekádu pro vymýcení chudoby od 1997 do 2006. Zatímco pokrok při vymýcení extrémní chudoby byl postupný a rozšířený, přetrvávání chudoby, včetně extrémní chudoby, zůstává hlavním problémem v Africe, nejméně rozvinutých zemích, malých ostrovních rozvojových státech, v některých zemích se středními příjmy a v zemích v konfliktních situacích a postkonfliktní země. Valné shromáždění se na svém 72. zasedání rozhodlo vyhlásit třetí dekádu OSN pro vymýcení chudoby (2018–2027). Cílem třetí dekády je udržet dynamiku vytvořenou prováděním druhé dekády OSN pro vymýcení chudoby (2008–2017) směrem k vymýcení chudoby. Dále se očekává, že 3. dekáda bude účinným a koordinovaným způsobem podporovat mezinárodně dohodnuté rozvojové cíle týkající se vymýcení chudoby, včetně cílů udržitelného rozvoje.

#### Agenda 21
Agenda 21 zdůraznila, že chudoba je komplexní multidimenzionální problém s původem v národní i mezinárodní oblasti. Pro globální aplikaci nelze nalézt jednotné řešení. Pro řešení tohoto problému jsou spíše klíčové programy pro boj s chudobou specifické pro jednotlivé země a mezinárodní úsilí na podporu vnitrostátního úsilí, jakož i paralelní proces vytváření podpůrného mezinárodního prostředí.
Ministerstvo životního prostředí doplňuje: Místní Agenda 21 (MA21) představuje nástroj pro zavádění udržitelného rozvoje na místní a regionální úrovni. Místní Agenda 21 je proces, který prostřednictvím zkvalitňování správy věcí veřejných, strategického plánování a řízení a zapojování veřejnosti zvyšuje kvalitu života ve všech jeho aspektech.

#### Akční program na potírání chudoby Rady Evropy
Rada Evropy vydala „Akční program na potírání chudoby“, který říká, že chudí lidé jsou osoby, rodiny nebo skupiny osob, které nedostatek prostředků (materiálních, kulturních, sociálních), vylučuje z účasti na způsobu života, který je přijatelný ve státě v němž žijí. Sociální vyloučení (exkluze) je nutno považovat za nejzávaznější důsledek chudoby v moderní společnosti. Občan, který je ve stavu sociální nouze má právo na nezbytnou pomoc zajištění svých základních sociálních potřeb.

#### Základní nepodmíněný příjem
Experimenty na bázi základního nepodmíněného příjmu dokazují, že by tento nástroj mohl být efektivní v boji proti chudobě. Ve světě se ve dvacátém století objevilo již desítky experimentů, ze které je většina považována za úspěch.  

#### Helikoptérové peníze
Helikoptérové peníze je monetární nástroj, který v době recese provádí platby jednotlivcům za účelem udržení ekonomiky ve chtěném stavu. Tyto prostředky mohou některým sociálním skupinám sloužit i jako prevence proti propadnutí do chudoby.

#### Podpora rozvoje moderního zemědělství v Zambii
Jedním z úspěšných počinů je konsorciální projekt ČZU a Charity ČR ve spolupráci s Barotskou univerzitou. Aktivitami navazuje na předchozí fázi, ve které byly zmapovány potřeby jednotlivých odvětví v regionu. Plodiny, na které se zaměřuje a které dobře odpovídají místní i širší poptávce, jsou maniok (kasava), mango a kešu, dále také zavádí technologie na tvorbu bio hnojiv. Cílem projektu je předat zambijským producentům a zpracovatelům česká řešení a pomoci jim při rozjezdu podnikání.

### Soukromé snahy
Kombinované rozpočty Asijské rozvojové banky, Světové banky a všech dalších rozvojových organizací na světě tvoří pouhou kapku ekonomického paliva potřebného k tomu, aby miliardy lidí přivedly k větší prosperitě. Ti, kteří pracují v oblasti rozvoje, již dlouho vědí, že soukromý sektor musí hrát hlavní roli v obrovských ekonomických změnách potřebných k tomu, aby se velké množství lidí dostalo z chudoby. Ačkoli jejich motivy mohou být obdivuhodné, společnosti ze soukromého sektoru nejsou vytvářeny proto, aby pomáhaly chudým a podněcovaly ekonomický rozvoj. Jsou to složité entity, které hrají podle jiných pravidel než rozvojové organizace. Nalezení správného partnerství mezi soukromým sektorem, veřejným sektorem a rozvojovou komunitou je dnes v popředí rozvojové práce.

#### Mikroúvěr
Organizace jako Microfinancing Partners in Africa se zaměřují na poskytování malých částek lokálním zemědělcům, kteří díky této podpoře lépe hospodaří a půjčky mají velkou finanční i rozvojovou návratnost. Tyto půjčky jsou většinou poskytovány přímo bez velkého byrokratického zatížení.

#### Společenská odpovědnost firem
Tiskový gigant Xerox se s mnoha projekty zaměřuje na různé sociální oblasti, ale nejznámějším je Xerox Community Involvement Program. Prostřednictvím tohoto programu společnost Xerox povzbuzuje své zaměstnance, aby pracovali na sociálních projektech podle vlastního výběru. Mohou také získat placenou dovolenou, aby se mohli soustředit na své projekty.
Další společností, která provozuje několik projektů pro společenské dobro, je obuvnická společnost Toms. Jejich známý projekt One for One Campaign vznikl poté, co se zakladatel společnosti Blake Mycoskie stal svědkem těžkého života argentinských dětí, které vyrůstají bez bot. Myšlenka projektu je opravdu jednoduchá: Toms poskytuje boty dětem v nouzi v 60 zemích, protože daruje jeden pár bot za každý prodaný pár bot.
Microsoft je další společností, která nese odpovědnost za sociální otázky. Podle Forbes je společnost držitelem druhého nejvyššího hodnocení ve skóre společenské odpovědnosti firem za všechny jejich vzdělávací a environmentální přínosy po celém světě. Je také známo, že spoluzakladatel společnosti a bývalý generální ředitel, Bill Gates, založil nadaci Bill & Melinda Gates Foundation s cílem bojovat proti infekčním chorobám, podporovat rovnost, posilovat postavení chudých a mnoho dalšího.

#### Projekt „.pepper..field“
Úspěšný podnikatelský počin, který zároveň naplňuje Cíle udržitelného rozvoje vznikl v roce 2018. Projekt  .pepper..field je založen na principu Fairtrade. Představuje pomoc, ve formě zajištění zaměstnání a výdělku pro více něž 200 rodin z kambodžského regionu Kampot. Většina těchto rodin používá peníze na údržbu farmy, zdravotní péči, na školné a pomůcky pro děti. Část zisku putuje zpět do Kambodže na projekty spojené se školstvím a zdravotnictvím.

## Chudoba v Česku
V České republice neexistuje extrémní chudoba, přesto je stát nucen vynakládat nemalé prostředky na boj s chudobou.
Hranice chudoby byla v roce 2015 stanovena jako měsíční příjem 9901 Kč pro samostatně žijící osobu, pro samoživitele s dítětem do třinácti let věku 12 872 korun, pro dva dospělé 14 852 Kč, pro čtyřčlennou rodinu 20 793 korun a pro rodiče se třemi dětmi 27 724 Kč měsíčně. Pod touto hranicí žilo v roce 2014 9,7 % obyvatelstva. V roce 2018 žilo na hranici chudoby 9,6 % lidí.
Příjmová chudoba se v roce 2021 týkala 8,1 procenta populace, což je zhruba 901 200 osob. V roce 2020 to bylo 9,5 procenta, tedy o 91 400 obyvatel více. V roce 2019 to bylo celkem 10,1 procenta. Výrazný rozdíl zaznamenala struktura příjmů domácností. Oproti dlouhodobým trendům se v roce 2020 výrazně zvýšil podíl příjmů tvořený sociálními dávkami a naopak poklesly příjmy pracovní. Tato situace je důsledkem protiepidemických opatření.
Spolu s rostoucími příjmy se rovněž zvedla peněžní hranice, od níž se odvozuje výpočet ukazatele míry ohrožení příjmovou chudobou, která se liší podle jednotlivých typů domácností. Příjmová chudoba nastává, pokud mají domácnosti čistý měsíční příjem nižší než tyto částky:
- Jednotlivec: 14 055 Kč
- 2 dospělí: 21 082 Kč
- 1 dospělý, 1 dítě do 13 let: 18 271 Kč
- 2 dospělí, 1 dítě do 13 let: 25 298 Kč
- 1 dospělý, 2 děti nad 13 let: 28 109 Kč
- 2 dospělí, 2 děti do 13 let 29 515 Kč[44]

ČSÚ vyhodnocuje ještě stav materiální deprivace. Tou trpí každý, komu se nedostávají prostředky na alespoň čtyři z devíti sledovaných položek: barevná televize, telefon, pračka, auto, dostatečné vytápění bytu, jíst maso každý druhý den, zaplacení neočekávaného výdaje ve výši 9600 korun, uhrazení týdenní dovolené všem členům rodiny a jistota, že včas zaplatí nájemné či splatí úvěr. Touto deprivací trpí 6,7 % občanů, celoevropský průměr je přes 9 %.